# إنريكي سيريزو
إنريكي سيريزو (بالإسبانية: Enrique Cerezo)‏ هو رئيس نادي أتلتيكو مدريد الحالي وبجانب عمله رئيس للنادي فهو يعمل كمخرج سينمائي وقد قام سمير نصري مؤخرا باستضافته في برنامج نجوم على الجزيرة الرياضية.

## روابط خارجية
- إنريكي سيريزو على موقع IMDb (الإنجليزية)
- إنريكي سيريزو على موقع قاعدة بيانات الفيلم (الإنجليزية)